# Emili Darder i Cànaves
Emili Darder i Cànaves   (Palma, 20 de juny de 1895 - Cementeri de Palma, 24 de febrer de 1937) fou un metge i polític mallorquí. Fou el darrer batle republicà de Palma, afusellat el 24 de febrer de 1937 per les tropes franquistes durant la Guerra Civil espanyola. D'ideologia progressista, mallorquinista i catòlic, fou un dels intel·lectuals mallorquins més compromesos en la modernització i recuperació nacional de l'illa.
Una fundació cultural lligada al PSM, un dels premis 31 de desembre de l'Obra Cultural Balear i un premi de la secció d'Esquerra Unida de Palma, un institut d'educació secundària de Palma i un carrer de la mateixa ciutat duen el seu nom. El 2011 es va crear un recorregut històric per recordar la seva memòria.

## Biografia
Llicenciat en medicina i cirurgia per la Universitat de València l'any 1915, es doctorà en anàlisis clíniques. Fou membre de les acadèmies de Medicina i Cirurgia de Palma (1926) i de Barcelona (1933) i vocal de la junta dels Congressos de Metges de Parla Catalana. A partir de 1927, fou el cap de la secció d'epidemiologia de l'Institut d'Higiene de les Balears. Com a metge, divulgà els avenços sanitaris i treballà per la higiene social. Va escriure articles de caràcter polític i cultural en diverses publicacions, com La Nostra Terra i el Calendari Mallorquí i de caràcter mèdic a la Revista Balear de Medicina.

### La cultura
Emili Darder mai no va poder separar la cultura de la seva actuació personal, segons ell: «No hi ha més que un medi per fer ciutadans, que és la cultura. Resulta que la tasca bàsica és fer cultura, cultura i cultura» (acte inaugural de Joventut Escolar, 1931). Durant tota la seva vida va ser una persona compromesa amb tota organització que suposàs un impuls cultural per a la nostra terra. Així va participar en:
- L'Associació Protectora de l'Ensenyança Catalana
- El Rotary Club
- La Societat Arqueològica Lul·liana
- El Congrés de l'Associació de Metges de Llengua Catalana, com a vicepresident
- El Foment del Turisme de Mallorca, com a vocal i tresorer
- El Círculo Mallorquín, com a bibliotecari
- L'Orfeó Mallorquí, com a vocal
- La Sociedad Mallorquina Protectora de Animales y Plantas, com a vocal

Una menció especial mereix la seva tasca com a fundador de l'Associació per la Cultura de Mallorca, de la qual fou president entre 1925 i 1931. En aquesta associació creà una secció per als joves anomenada Joventut Escolar, des de la qual prioritzà el foment de l'ús de la nostra llengua i el coneixement de la nostra cultura.

### L'educació
Emili Darder sentia un amor entranyable pels infants, l'educació dels quals es convertí en una inquietud que l'acompanyaria tota la seva vida. Es preocupà del seu benestar físic i posà en marxa les revisions mèdiques i les campanyes de vacunació a les escoles, espais que, d'ençà que hi intervingué, varen ser remodelats i dotats de millor ventilació i il·luminació.
Una de les mesures més progressistes que Emili Darder impulsà fou la creació de menjadors escolars i de guarderies per als fills de les dones treballadores.
Convençut de la importància de la formació integral dels infants, emprengué, juntament amb l'inspector de primera ensenyança Joan Capó, una reforma per tal que el dibuix, la música i la gimnàstica s'incorporassin com a disciplines a les escoles públiques, i dugué a terme el programa de colònies escolars, que feia possible que els infants illencs gaudissin de les vacances estiuenques en un medi natural, divers i saludable. Ell mateix visitava, sense un avís previ, les instal·lacions d'aquestes colònies.
El 1931, quan ocupà la Regidoria de Cultura, inicià un ambiciós projecte de construccions escolars que, en part, es va fer realitat durant el període republicà. Fundà, entre d'altres, els centres de Son Espanyolet, del Coll d'en Rebassa, d'Alexandre Rosselló i de Jaume I. Durant els sis anys que durà la II República s'inauguraren més escoles a la nostra ciutat que en els primers vint anys de la dictadura franquista.

### Vida i medicina

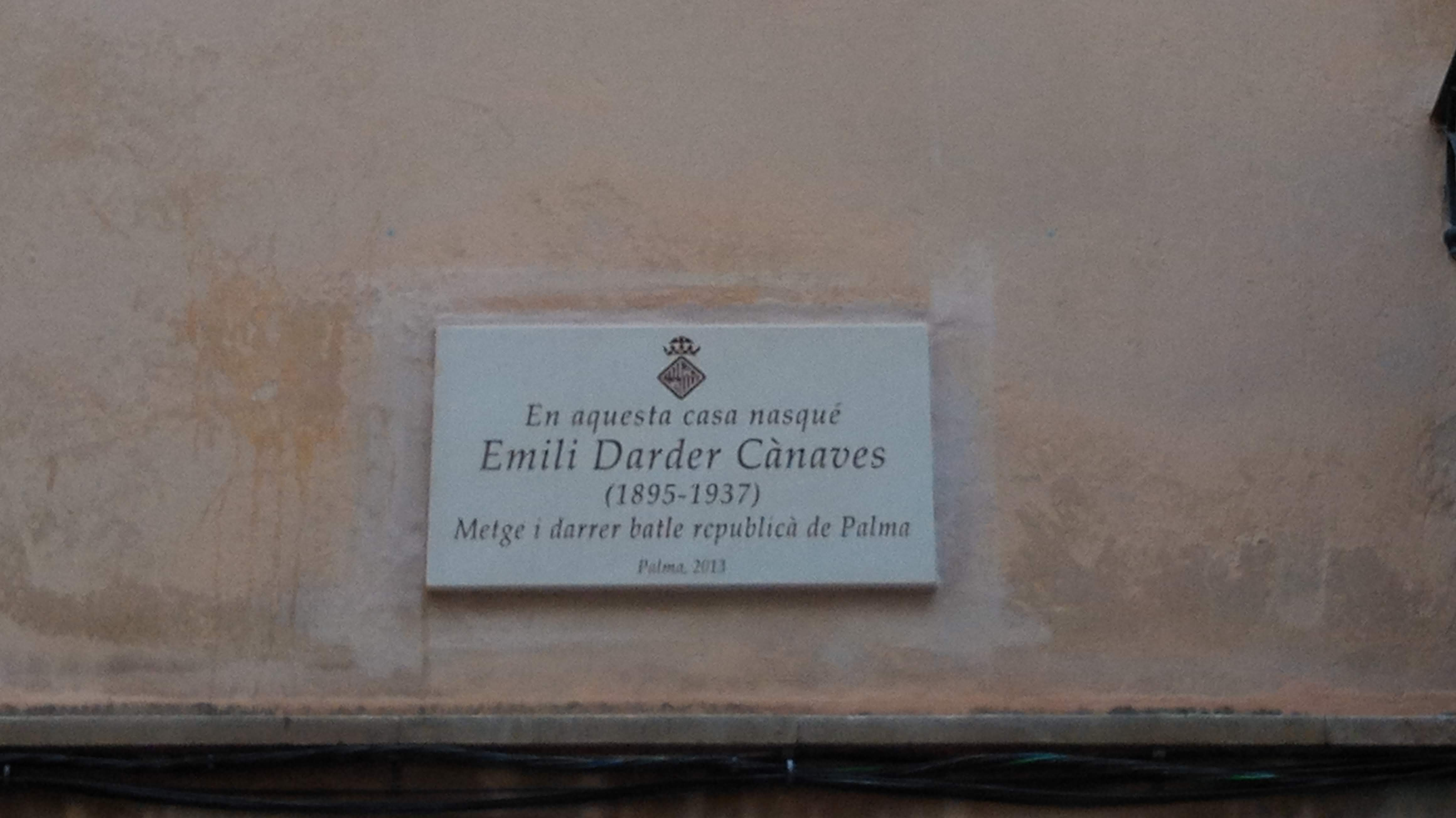
Placa que recorda la casa on nasqué, al carrer de Can Vatlori

Emili Darder i Cànaves nasqué a Palma el 20 de juny de 1895. Fill del destacat metge Tomàs Darder i Ensenyat, a qui la ciutat té dedicat un carrer, va créixer en una família de catòlics practicants.
Entrà a la universitat sense tenir l'edat reglamentària i es doctorà en Medicina i Cirurgia a València l'any 1915, i en Anàlisis Clíniques a Madrid l'any 1924.
El 1917, a Deià, on estiuejava, conegué Miquela Rovira Sellarès, germana del metge de Sóller, Marià Rovira. Es casaren el 24 de juny de 1920 i tingueren una filla, n'Emília.
Emili Darder destacà ben prest com a metge. Va ser elegit membre de les acadèmies de Medicina i Cirurgia de Palma, el 1926, i de Barcelona, el 1933, i vocal de l'Associació de Congressos de Metges de Parla Catalana. El 1927 se’l nomenà cap de secció d'Epidemiologia de l'Institut Provincial d'Higiene de les Balears. A ell es deu la instal·lació del primer laboratori d'anàlisis clíniques vertaderament científic de Mallorca.

#### Sanitat
Una de les prioritats d'Emili Darder fou millorar la qualitat de vida dels ciutadans de Palma. Amb aquest objectiu, dissenyà un vast pla sanitari els eixos fonamentals del qual foren:
- La creació de dispensaris municipals per atendre la població. Així, inaugurà el dispensari central de l'Ajuntament, que disposava, entre d'altres, dels serveis de raigs X, de maternologia i d'infància. Aquest sistema l'estengué a diverses barriades de Palma.
- La divulgació entre la gent del camp dels coneixements d'higiene indispensables. Així, es preocupà especialment de la prevenció de la febre tifoide, la tuberculosi i les malalties venèries.
- La realització del projecte de canalització i d'abastiment d'aigua potable per a la nostra ciutat. En aquella època moltes de les malalties que el metge Darder volia combatre eren originades per les aigües contaminades.

### Polític (1923-1933)
Després d'una llarga etapa de vinculació a iniciatives culturals, s'integrà en l'activitat política dins el republicanisme d'esquerra. Fou un dels fundadors de l'Associació per la Cultura de Mallorca (1923), de la qual fou president (1925-31). A les eleccions municipals d'abril del 1931, va esser elegit regidor de l'Ajuntament de Palma per la candidatura del Partit Republicà Federal de Mallorca. Presidí les comissions de sanitat i d'educació, de les quals en sorgiren el Projecte General de Construccions Escolars (setembre del 1931) i el Pla de Reorganització dels Serveis Sanitaris Municipals (novembre del 1932). Formà part de la comissió redactora de l'Avantprojecte d'Estatut d'Autonomia del 1931. El gener del 1932, fou un dels fundadors d'Acció Republicana de Mallorca que, el 1934, va esser el nucli de l'Esquerra Republicana Balear, de la qual fou un dels principals dirigents. A la constitució d'aquest partit, el 8 d'abril de 1934, es fa constar que el president honorari és Manuel Cirer i que hi ha un Comitè Executiu del qual és secretari Eduard Gómez Ibáñez i el President n'és Vicenç Tejada. Emili Darder té el càrrec de Tresorer. Bernat Jofre era el vocal representant de la demarcació de Ponent. El jove Pere Capellà en fou militant, però no n'ostentà cap càrrec destacat.

### Batlle (1933-1936)
El desembre de 1933, fou elegit batle de Palma. Des d'aquest càrrec impulsà la dotació d'aigua i clavegueram per a tota la ciutat, la construcció de guarderies i de grups escolars, com els de Son Espanyolet, el des Coll d'en Rabassa i el de l'avinguda Alexandre Rosselló, inaugurat l'abril del 1934. Continuà la reforma dels serveis sanitaris de l'Ajuntament i obrí noves seccions de la Casa del Socors. També es preocupà pel correcte funcionament dels mercats i per donar feina als treballadors aturats. Va esser suspès en les seves funcions el 1934, arran de la Revolució d'Octubre, però li fou retornat el càrrec el febrer del 1936, amb el triomf del Front Popular. El juny del 1936, signà la Resposta al Missatge dels Catalans.
Quan esclatà la Guerra Civil, va ésser detingut el 20 de juliol del 1936 i tancat al Castell de Bellver. El desembre del 1936 se li embargaren béns per valor de dos milions de pessetes. Sotmès a consell de guerra, fou condemnat a mort encara que el fiscal només n'havia demanat 20 anys de presó. El 24 de febrer del 1937, tot i trobar-se greument malalt, fou afusellat al cementeri de Palma juntament amb Antoni Maria Ques Ventanyol, Alexandre Jaume Rosselló i Antoni Mateu Ferrer.

### La seva mort

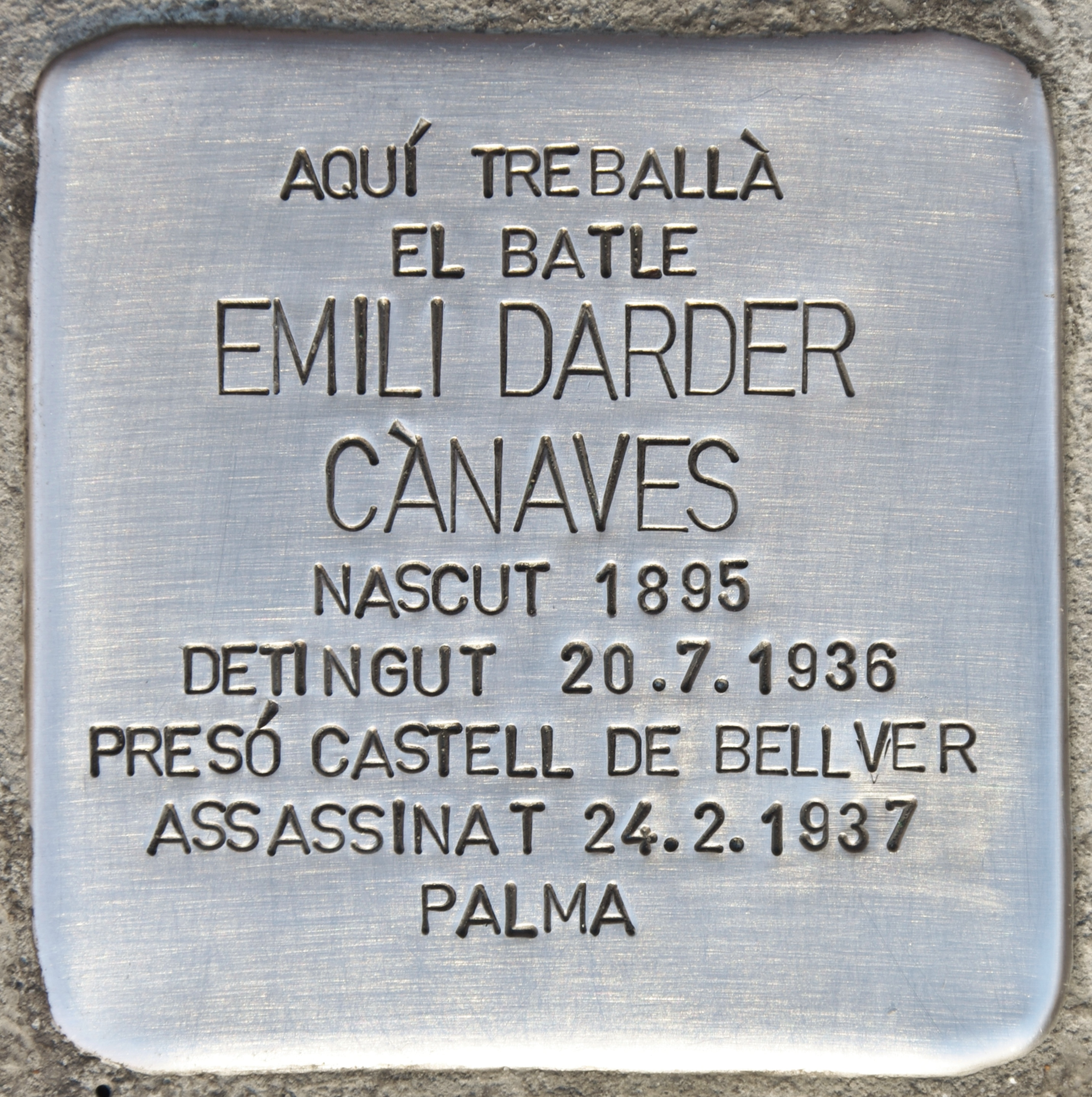
Remembrance Stone

El 18 de juliol de 1936, Emili Darder ja estava greument malalt. La certificació de la seva malaltia, una angina de pit, feta per dos metges, pel seu germà i per Josep Sureda i Blanes, no va servir de res quan l'endemà, a les quatre de l'horabaixa, els militars anaren a ca seva a cercar-lo. El dugueren a l'Hospital i, després d'uns dies de convalescència, l'empresonaren, irònicament, al Castell de Bellver.
El dia 16 de febrer de 1937 el sotmeteren a Consell de Guerra, juntament amb Alexandre Jaume, Antoni M. Ques i Antoni Mateu. L’acusaren de contraban d'armes, de rebel·lió militar, de ser un sectari, un antireligiós i un separatista. El fiscal demanà per a ell la pena de vint anys de presó i una elevada sanció econòmica. Tot això malgrat que, fins i tot les monges del Temple declararen a favor seu. L'acusaren de rebel·lió militar i va ser condemnat a mort.
El 24 de febrer de 1937, al cementeri de Palma, es va viure un dels fets més ignominiosos de la nostra història: l'afusellament, d'assegut a una pedra ja que no es podia mantenir dret a causa del seu estat de salut, d'Emili Darder i Cànaves. Tenia 41 anys. Li expropiaren la casa, el laboratori, els mobles i la seva valuosa biblioteca.